# Rio Cuca (Olt)
O Rio Cuca (Olt) é um rio da Romênia, afluente do Bistriţa, localizado no distrito de Vâlcea.